# Ratiopharm-Arena

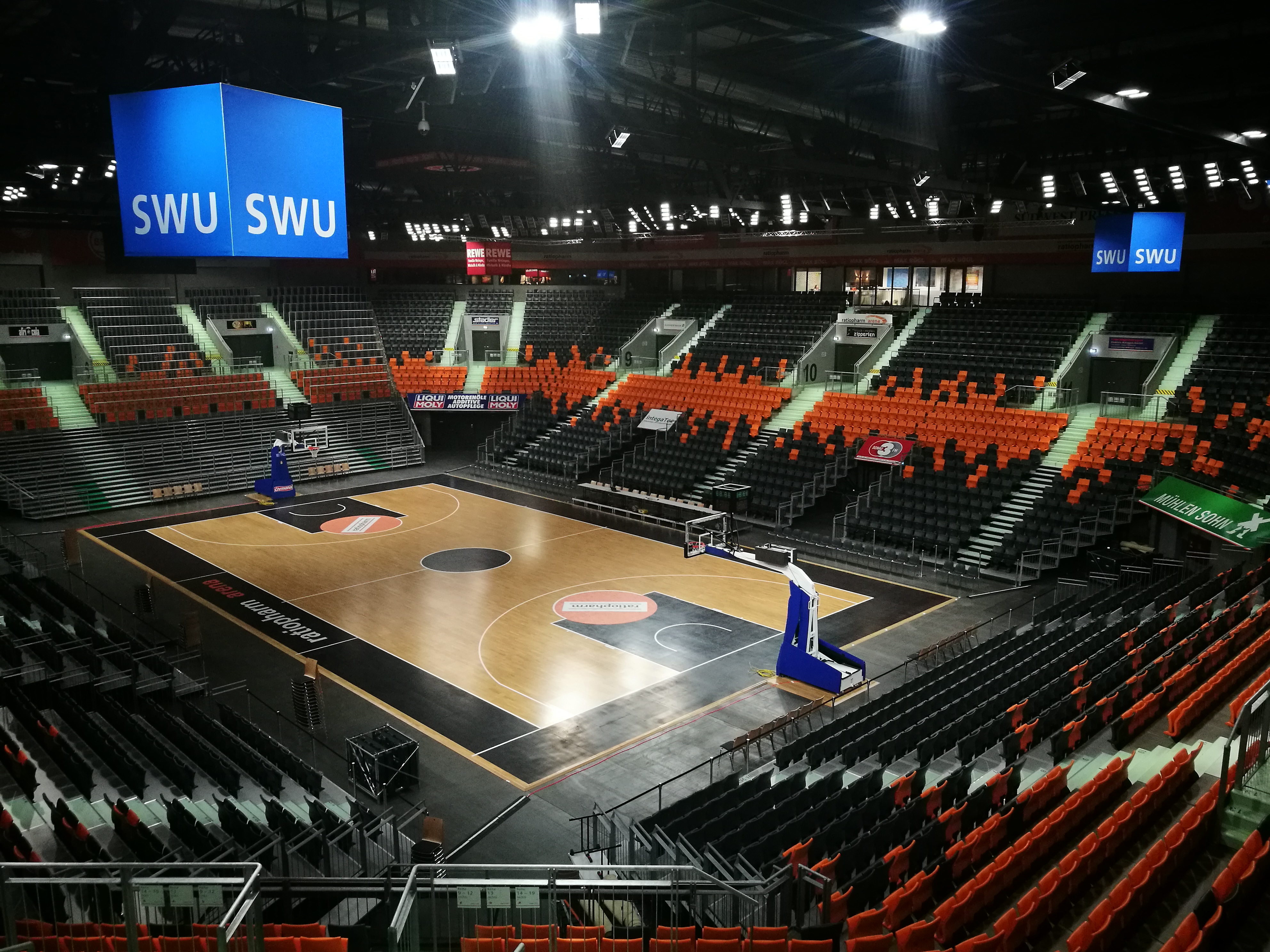
Innenansicht

Die Ratiopharm-Arena (Eigenschreibweise: ratiopharm arena) ist eine Mehrzweckhalle in Neu-Ulm.
Neben einer Halle mit 6200 Plätzen bei Basketballspielen und bis zu 9000 Plätzen bei Konzerten gehören ein Busparkplatz, PKW-Parkplätze mit insgesamt 1750 Stellplätzen sowie ein Parkhaus mit 250 Stellplätzen für V.I.P.-Besucher zu dem Komplex. Der Namensgeber der Halle ist der Ulmer Generikaproduzent ratiopharm. Kurz vor dem fünften Jubiläum der Halle wurde die Vereinbarung um weitere fünf Jahre bis zum Ende der Saison 2020/21 verlängert. Dafür zahlt Teva Deutschland jährlich rund 250.000 Euro an die Betreibergesellschaft.

## Geschichte
Der Baubeginn war der 19. Mai 2010, der Grundstein wurde zwei Monate später am 13. Juli gelegt. Die Halle ist eine Kooperation der beiden Städte Ulm und Neu-Ulm, die diesen Ort gemeinsam als Veranstaltungszentrum nutzen. Daher war der Projektname bis zur Namensvergabe bzw. -bekanntgebung „Multifunktionshalle Ulm/Neu-Ulm“. Die Eröffnung der Ratiopharm Arena fand am 9. Dezember 2011 mit einem Eröffnungskonzert statt, bei dem Max Raabe, The Baseballs und DJ Bobo auftraten.
Der Hauptnutzer der Halle ist die Basketballmannschaft ratiopharm Ulm, das auch den Anstoß zum Bau einer solchen Multifunktionshalle gegeben hatte. Die zuvor genutzte Kuhberghalle auf dem Ulmer Kuhberg mit offiziell 3000 Steh- und Sitzplätzen genügte den Ansprüchen der Basketball-Bundesliga nicht mehr. Durch die Fertigstellung der Ratiopharm Arena konnte dieser Mangel behoben werden. Mindestens 17 Mal spielen die Basketballer von ratiopharm Ulm während der Hauptrunde der Basketball-Bundesliga in der Arena sowie zusätzlich an allen Heimspielen während der Play-offs. 2013 fand zum ersten Mal in der Ratiopharm Arena der BEKO Supercup statt. Die beteiligten Nationen waren Bosnien und Herzegowina, Deutschland, Griechenland und Mazedonien. Für den ERGO Supercup 2016 im August des Jahres wurde die Halle in Neu-Ulm ein zweites Mal ausgewählt.
Ein zweiter regelmäßiger Nutzer ist die 1. Tischtennis-Bundesliga (TTBL). In den Saisons 2014/15 sowie 2015/16 bestritt der oberschwäbische Tischtennisverein TTF Liebherr Ochsenhausen seine Topheimspiele der Bundesliga abweichend zu seiner üblichen Heimstätte in der Ratiopharm Arena und erreichte damit für deutsche Tischtennisverhältnisse überdurchschnittliche Kulissen von über 2500 Zuschauern. Darüber hinaus wurden im Januar 2016 erstmals die Halbfinals sowie das Finalspiel des deutschen Tischtennispokals der Männer vor mit 3500 Zuschauern ausverkaufter Halle ausgetragen. In der Folgesaison 2016/17 hielt die TTBL an der Ratiopharm Arena als Austragungsort für die Pokalfinalrunde fest, wohingegen der TTF Liebherr Ochsenhausen in dieser Saison keine Ligaspiele in Neu-Ulm austrug. In der dritten Auflage im Januar 2018 wurde die Kapazität für Tischtennis auf rund 4000 Zuschauer erhöht. Der im Frühjahr 2019 neu gegründete Tischtennisverein TTC Neu-Ulm, der in der Saison 2019/20 mit einer Wildcard in der Tischtennis-Bundesliga startete, erklärte die Ratiopharm Arena zu seiner Heimspielstätte, trug dort aber nur wenige Spiele seiner ersten Saison aus. Mit 4600 Zuschauern im Jahr 2020 und 5000 Zuschauern 2023 wuchs die Auslastung der Halle beim alljährlichen Final Four weiter.
Im August 2021 erklärte der Volleyball-Bundesligist VfB Friedrichshafen die Ratiopharm Arena zu seiner neuen Heimstätte, da die ZF-Arena Friedrichshafen wegen baulicher Mängel in der Vorsaison geschlossen wurde und die Ersatzspielstätte in den Messehallen Friedrichshafen nur teilweise zur Verfügung gestanden hätte.
Neben den sportlichen Veranstaltungen finden in der Ratiopharm Arena regelmäßig Konzerte, Messen und Geschäftsveranstaltungen statt. Hierfür kann der multifunktionale Innenraum mit vielen verschiedenen Bestuhlungs- und Einteilungsvarianten verändert werden. Udo Jürgens konzertierte 2012 in der Halle, später James Last, Peter Maffay, André Rieu und andere Musik.
Zusätzlich bietet die Arena mehr als 17 weitere Räume, die für Veranstaltungen gebucht werden können. Mit Größen zwischen 40 und 1040 m² (Innenraum bis zu 2000 m²) eignen sich die Räume für viele unterschiedliche Events wie Hochzeiten, Vorträge, Workshops, Konzerte etc.
Die Ratiopharm-Arena befindet sich ca. 1,5 km vom Bahnhof Neu-Ulm entfernt und ist von dort aus fußläufig oder mit Bussen erreichbar.

## Kritik
Die Kosten für den Bau der Halle sowie die für die Benutzung entstehenden Betriebskosten mussten zunächst einen Träger finden. Nachdem sich mit Max Bögl ein Bauunternehmen für die Übernahme der Kosten für das Projekt gefunden hatte, gab es Kritiker, die das auf dem Neu-Ulmer Volksfestplatz ausgetragene „Neu-Ulmer Volksfest“ gefährdet sahen. Die Lage sowie das Gelände waren im Umkreis einmalig, weshalb Bedenken vor allem bei den Schaustellern zu spüren waren. Das in unmittelbarer Umgebung gelegene Ulmer Volksfest verzeichnete bereits im ersten Jahr nach Eröffnung der Arena einen deutlichen Zuwachs, auch an Besuchern aus der bayrischen Schwesterstadt (mit 200.000 Besuchern das besucherstärkste Volksfest seit 10 Jahren in Ulm).
Ein weiterer Kritikpunkt ist das Bezahlsystem der Veranstaltungshalle. Kosten für Garderobe und Speisen können entweder mit der „SchwabenCard“ der Stadtwerke Ulm/Neu-Ulm oder der „ratiopharm arena Card“ (einer Art PrePaid-Karte) beglichen werden, nicht jedoch mit Bargeld oder anderen bargeldlosen Bezahlmöglichkeiten. Die Karten können vor Ort oder bei den Stadtwerke Ulm/Neu-Ulm mit Bargeld oder EC-Karte aufgeladen werden. Das auf die Karte geladene Guthaben kann jederzeit wieder ausbezahlt werden.